# 米凯莱·费德里齐

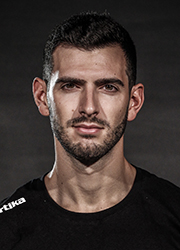
邁克·費德里茲

邁克·費德里茲（義大利語：Michele Fedrizzi；1991年5月21日—）是一位意大利排球運動員。他也是意大利國家男子排球隊的一員。